# Bailadores
Bailadores es una población de carácter agrícola y turístico, es además, uno de los centros poblados más grandes de la zona y del Estado Mérida, Venezuela.
Es la capital del Municipio Rivas Dávila y de la parroquia Bailadores del Estado Mérida, se encuentra localizado dentro de un valle en forma de V en la Cordillera de Mérida y en su totalidad el área ocupa la cuenca alta del río Mocotíes. Está a 96 km de Mérida.
Está dividido políticamente en siete aldeas: Las Playitas, Las Tapias, Otrabanda, La Villa (Bailadores), Bodoque, San Pablo, Mariño (Mesa de Adrián).

## Geografía
Bailadores se encuentra ubicado en la zona suroccidental de Venezuela, al suroeste del estado Mérida, entre los 71°44′53″ y 71°54′38″ de longitud oeste, y entre los 8°09′29″ y 8°19′39″ de latitud norte. Su extensión territorial abarca 187 km², caracterizados por un relieve que combina mesetas, montañas y bosques andinos.
La altitud en el área urbana, específicamente en los alrededores de la plaza Bolívar, es de 1.745 m s. n. m., mientras que en sectores más elevados, como el Páramo de La Negra, el Páramo de Mariño, El Portachuelo y el Páramo de Los Carrero, se alcanzan altitudes superiores a los 3.000 m s. n. m.
El clima está influenciado por la altitud, con una temperatura promedio anual de 18,5 °C. El régimen pluviométrico presenta dos períodos de sequía (de enero a marzo y de julio a septiembre), y dos estaciones lluviosas (abril-mayo y octubre-noviembre). La precipitación media anual es de aproximadamente 675 mm³.

## Hidrografía
Por el territorio municipal discurre el río Mocotíes, conocido como río Zarzales a su paso por Bailadores. Este curso de agua fluye de norte a sur y tiene su origen en los páramos de El Portachuelo y La Negra, siendo alimentado por una red de riachuelos y quebradas, entre las que destacan Las Tapias, La Sucia y La Capellanía.

## Toponimia
Los indígenas que habitaban el lugar descendían de los Chibchas y era parte de la familia Timotocuicas.
El territorio de Bailadores fue recorrido en 1558 por el Capitán Juan Rodríguez Suárez, lo denominó el Valle de los Bailadores porque sus habitantes, al presentarse en combate con los españoles, saltaban de una parte a otra sin detenerse.

## Historia
Fue fundado con el nombre Veracruz de los Bailadores, por el Capitán Luis Martín Martín, el 14 de septiembre de 1601, por designación del Juez Fundador Pedro de Sande, proveniente de la Real Audiencia de Santa Fe de Bogotá, según consta en acta de fundación Tomo I, Folio 847, del año 1601 "Visitas a Venezuela" del Archivo Histórico Nacional de Bogotá, quedó  adjunto a la Provincia de La Grita. El sitio de la fundación se conoce actualmente como La Capellanía. Para 1612 solo quedaban los trazos de las calles alrededor de la plaza. En1628, la Real Audiencia de Bogotá ordena el restablecimiento del poblado, encomendando al capitán Benito Vázquez Hermoso, convirtiendo a la Veracruz de los Bailadores en centro de enseñanza religiosa y orientación cristiana encomendada a los Padres Franciscanos, la reunificación de los indígenas se realizó el 25 de agosto con el nombre "Nuestra Señora de la Candelaria" en el sitio donde actualmente está el centro de Bailadores.
En 1634, el Padre Bartolomé Carrero de Escalante, edifica una capilla consagrada a la Virgen de la Candelaria. Para 1656, lo habitaban 381 indígenas y más de 100 blancos.
En 1683, Bailadores es nombrada Villa con rango eclesiástico de Viceparroquia. En 1743, siendo párroco Buenaventura Méndez, pasa a ser parroquia por orden del Arzobispo de Bogotá.
En 1781 llega a Bailadores el Movimiento de Los Comuneros proveniente de Perú y Colombia, destacando como figuras de Bailadores Juan Miguel de Montoya y el Padre Buenaventura Duque. Al primero le fueron confiscados sus bienes.
A partir de 1804, Bailadores pasa a la Provincia de Venezuela y su jurisdicción eclesiástica pasa a Mérida y a su vez a la Arquidiócesis de Caracas y, en 1811, la parroquia se divide en dos: la parroquia Nuestra Señora de Regla de los Bailadores (hoy Tovar) y la Parroquia La Villa o Nuestra Señoras de la Candelaria de Bailadores (Bailadores Viejo).
Durante la Campaña Admirable, en 1813, Bailadores recibe al Brigadier Simón Bolívar ofreciéndole su apoyo. Lo mismo haría en 1820 y 1821. Sin embargo, es la primera visita, en 1813, en la que permanece dos días en la Casa de Los Belandria, la que tiene singular trascendencia. Según la tradición, la tarde del 19 de mayo de 1813 entró Bolívar en Bailadores, los pobladores le recibieron aglomerados dando vivas de "Libertador"... "Bienvenido"... pero en confusión no se sabía si se referían al ejército o a  Bolívar. Esa noche, sostiene la tradición, se realizó un baile, tertulia y comida en la casa de los Belandria (donde es hoy la Casa Bolivariana) siendo los anfitriones Don Antonio María Belandria y Doña Margarita Mora. Es a partir de esta historia en que, para algunos historiadores, consideran a Bailadores como el primer pueblo de América en otorgar el título de Libertador a Simón Bolívar, pese a no haberse otorgado dicha distinción en documento físico, tal y como entregó posteriormente el Cabildo de Mérida, y posteriormente ratificado por el Cabildo de Caracas en 1813.
En 1824, terminada la Guerra de Independencia, Bailadores es declarada Cabecera de Cantón, seis años más tarde se convierte en la Capital de la Villa de los Bailadores. Para 1843, la población alcanza 9645 habitantes.
En 1856, la Ley de División Territorial integra Villa Tovar a la Villa de Bailadores, junto con Zea y Guaraque. Tras varias divisiones y uniones político administrativas, finalmente, en 1872, la Asamblea Constituyente decreta la creación del Departamento Rivas Dávila, contaba con 6026 habitantes. En 1880, se le da oficialmente el rango de Ciudad.
La Revolución Restauradora (1899) recibe apoyo de la población, su líder, Cipriano Castro, permanece varios días en el lugar.
Desde 1900. Bailadores tuvo gran impulso cultural gracias al Pbro. Ezequiel Arellano, el Bachiller Apolonio Rosales, el Maestro Demetrio Buitrago, entre otros. Se publicaron periódicos de corta vida: El Alba, La Abeja, El Aspirante, El Ideal; se coloca un  busto del Libertador en la Plaza, se funda la Escuela Filarmónica de Música (Hoy Banda Municipal Don Argimiro Rosales).
En 1920, la denominación cambia a Distrito Rivas Dávila.
Hacia 1928 se inició la construcción de la actual iglesia siendo párroco Hazael Arellano y se culmina en 1943 bajo el curato del presbítero Silvestre Pernía Carrero.
Desde 1935. se inicia la celebración del Día de la Madre el 31 de mayo por iniciativa de la Srta. Ramona Ramírez Pacheco.
Para 1939 el pueblo se componía de dos calles en dirección norte-sur y algunas calles transversales. Tenía una plaza con un busto de Simón Bolívar en el centro, la iglesia era vieja y vetusta, hecha de paredes de tierra pisada. Tenía unos 503 habitantes y sus casas eran humildes y viejas, sin acueductos, cloacas y con escasa luz eléctrica. Por el medio de la calle principal bajaba una acequia y en cada esquina había una alcantarilla donde los vecinos sacaban el agua de consumo. La gente se bañaba en el río o en las aguas termales. Tenía unas tres o cuatro pulperías que vendían ropa y comida. Se cultivaba principalmente trigo, arvejas y maíz.
A partir de 1939 se inicia la transformación del poblado al dotarlo de servicios públicos de agua potable (acueducto), cloacas, electrificación; se mejoran las calles, se inaugura la Casa Municipal, se inicia el primer cine y la primera compañía de teatro.
Para 1941, Bailadores se había consolidado como productor de trigo, con 8 millones de kilos y cuenta con uno de los 4 molinos más grandes del país procesando 12 000 kg del cereal.
A partir de 1950 comienzan los avances agropecuarios, se arreglan y asfaltan las calles, se funda la línea de transporte "Rivas Dávila", se amplía el cementerio municipal, se construye una nueva plaza.
En 1965, el Ministerio de Minas e Hidrocarburos constata la existencia de casi un millón de toneladas de mineral de cinc, cobre y plomo, y estima que puede haber más de 2,5 millones de toneladas
En la década de los 70 se generan adelantos en el área agropecuaria con la instalación de sistemas de riego, la construcción de vías de penetración agrícola, acueductos, creación de instituciones ligadas al agro como ASPRUANDES y CODESABA. 
En 1977, La Playa es separada de Bailadores con la creación del Municipio Foráneo Gerónimo Maldonado.
En la década de los 80 se inauguran cinco nuevos sistemas de riego, se introduce la ganadería de altura con muy buenos resultados  dando origen a la fundación de la Asociación de Productores Lácteos de los Valles Altos (ASPROLAVAL - 1982), se inaugura la Casa Bolivariana de Bailadores (1983), se demuele y reconstruye la Plaza Bolívar, se inaugura la primera agencia bancaria, se realiza la primera Feria Exposición Agropecuaria (1986), se funda la Brigada de Protección Civil "19 de Mayo" (1986).
En  1990 nace el periódico "El Bailadorense".
Entre 1990 y 1994 se producen numerosas protestas en contra de la explotación de las minas.
En 1992, se promulga la Ley de División Político Territorial del Estado Mérida, Bailadores se convierte en Parroquia Bailadores, capital del Municipio Rivas Dávila y el Municipio Foráneo Gerónimo Maldonado pasa a ser Parroquia con el mismo nombre.
En la década de los 90 se crea la Escuela Teatral Agrícola Ana Karina Rote (1992), la Fundación Civil Bailadores (FUCIBAI) para impulsar el deporte local, se inaugura el actual Palacio Municipal.

## Sitios turísticos

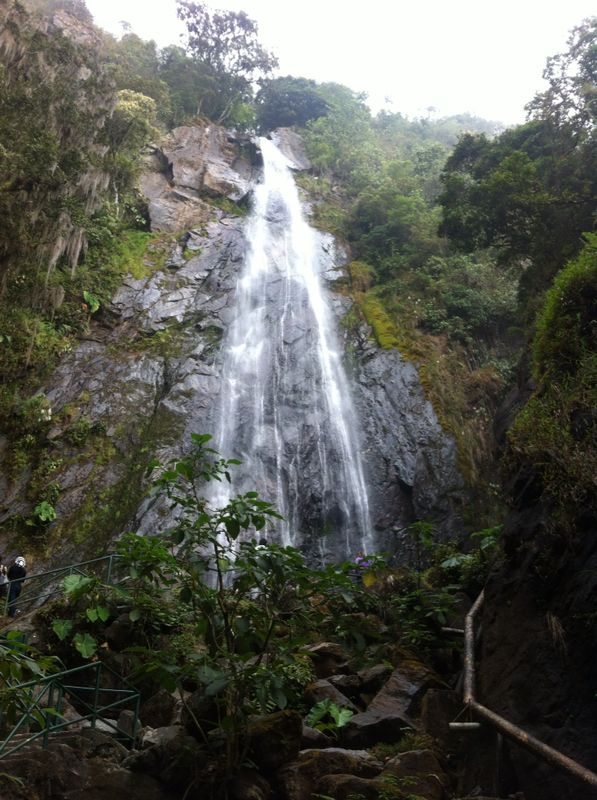
Cascada de Bailadores.

Uno de los espacios más hermosos del lugar es la cascada de Bailadores (o cascada de la india Carú), sobre la cuál se mantiene la leyenda de que esta se hizo con las lagrimas de esta princesa indígena durante la invasión de Juan Rodríguez Suarez.
Otros Sitios Turísticos:
- El Molino de las Tapias
- La Piedra del Salado en el sector Nieto
- Las Aguas Termales
- La Cascada el Buque
- La Eme o "M" en la Aldea las Playitas
- El Museo de Historia y Tradiciones Dr. Humberto Barillas.
- Las Lagunas Brava y de Los Lirios
- Mirador Turístico

## Infraestructura

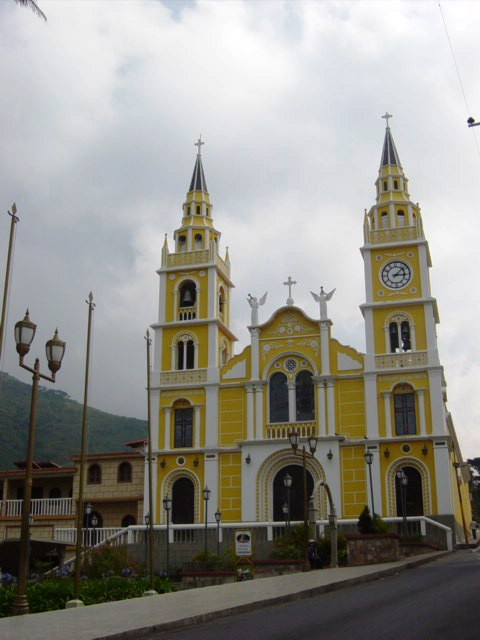
Vista del Santuario Diocesano de Nuestra Señora de la Candelaria en la población de Bailadores, Venezuela.

Algunos de los monumentos más destacados de la población son:
- El Santuario Diocesano de Nuestra Señora de la Candelaria, de estilo Gótico-Románico.
- Plaza Bolívar y en sus alrededores
- La histórica Casa de los Belandria (Casa Bolivariana) donde pernoctó el Libertador Simón Bolívar en tres oportunidades, y que fue visitada también por otros próceres José Félix Ribas, Rafael Urdaneta, Atanasio Girardot, D'Elhuyar, Antonio Ricaurte y Francisco de Paula Santander.
- La Casa Municipal, remodelada con motivo de la Celebración Cuatricentenaria (14 de septiembre de 2001).
- La Casa de la Cultura que mantiene exposiciones permanentes de artesanos de la zona
- El estadio municipal
- Plaza 14 de Septiembre que exhibe el Espiral Cromático de Carlos Cruz Diez

## Clima
| Parámetros climáticos promedio de Bailadores | Parámetros climáticos promedio de Bailadores | Parámetros climáticos promedio de Bailadores | Parámetros climáticos promedio de Bailadores | Parámetros climáticos promedio de Bailadores | Parámetros climáticos promedio de Bailadores | Parámetros climáticos promedio de Bailadores | Parámetros climáticos promedio de Bailadores | Parámetros climáticos promedio de Bailadores | Parámetros climáticos promedio de Bailadores | Parámetros climáticos promedio de Bailadores | Parámetros climáticos promedio de Bailadores | Parámetros climáticos promedio de Bailadores | Parámetros climáticos promedio de Bailadores |
| Mes                                          | Ene.                                         | Feb.                                         | Mar.                                         | Abr.                                         | May.                                         | Jun.                                         | Jul.                                         | Ago.                                         | Sep.                                         | Oct.                                         | Nov.                                         | Dic.                                         | Anual                                        |
| -------------------------------------------- | -------------------------------------------- | -------------------------------------------- | -------------------------------------------- | -------------------------------------------- | -------------------------------------------- | -------------------------------------------- | -------------------------------------------- | -------------------------------------------- | -------------------------------------------- | -------------------------------------------- | -------------------------------------------- | -------------------------------------------- | -------------------------------------------- |
| Temp. máx. media (°C)                        | 19.2                                         | 21.1                                         | 21.2                                         | 20.8                                         | 21.8                                         | 20.5                                         | 22.4                                         | 21.6                                         | 21.8                                         | 23.0                                         | 21.6                                         | 18.1                                         | 21.1                                         |
| Temp. media (°C)                             | 16.2                                         | 17.1                                         | 18.1                                         | 16.5                                         | 18.3                                         | 17.2                                         | 17.3                                         | 16.3                                         | 17.5                                         | 16.0                                         | 16.3                                         | 15.1                                         | 16.8                                         |
| Temp. mín. media (°C)                        | 10.0                                         | 11.8                                         | 11.4                                         | 10.7                                         | 11.8                                         | 10.8                                         | 11.6                                         | 11.0                                         | 11.7                                         | 10.1                                         | 11.3                                         | 9.3                                          | 11                                           |
| Lluvias (mm)                                 | 21.4                                         | 44.2                                         | 36.7                                         | 78.3                                         | 33.6                                         | 88.8                                         | 51.1                                         | 115.1                                        | 24.3                                         | 112.5                                        | 21.2                                         | 47.8                                         | 675                                          |
| Horas de sol                                 | 115.6                                        | 142.2                                        | 161.4                                        | 144.7                                        | 152.8                                        | 138.7                                        | 146.5                                        | 133.5                                        | 148.4                                        | 180.3                                        | 125.8                                        | 106.8                                        | 1696.7                                       |
| [cita requerida]                             |                                              |                                              |                                              |                                              |                                              |                                              |                                              |                                              |                                              |                                              |                                              |                                              |                                              |

## Fiestas
- Fiestas Patronales: Fiesta de Ntra. Sra. de la Candelaria (2 de febrero).-
- Fiesta San Isidro, Patrono de los Agricultores (15 de mayo)
- Fiestas Religiosas: Día de los Reyes (6 de enero)
- Semana Mayor (Domingo de Ramos, Jueves y Viernes Santo)
- Corpus Cristi (junio)
- Fiestas Navideñas (25 y 31 de diciembre)
- Otras Fiestas: Día del Maestro (15 de enero)
- Día de la Juventud (12 de febrero)
- Carnavales
- Día del Obrero (1 de mayo)
- Conmemoración del Primer Paso de Bolívar por Bailadores (19 de mayo)
- Día de la Madre (31 de mayo)
- Ferias Agropecuarias y Artesanales de Bailadores (agosto)
- Celebración Fundacional de Bailadores (14 de septiembre)

### Tradiciones
Bailadores aún es rico en tradiciones. Sin embargo, muchas han ido desapareciendo desde mediados del siglo XX. Aún se conservan: Paraduras de niño a lo largo del mes de enero, Celebraciones de Semana Santa (Vía crucis Viviente), Convites durante la siembra y las cosechas, Costumbres Navideñas (Pesebres y Canto de Aguinaldos). Romería del Niño Jesús, paradura del Niño de la Hoja Morada .
En lo que respecta al folclore, se conservan los romances y décimas cuyo expositor actual de más relevancia es el Poeta Popular Benjamín Oballos. De igual modo perduran Mitos y Leyendas en torno a la Cascada, las botijas o tesoros escondidos, aguas termales y crónicas de personajes de Bailadores.
En lo referente a cuentos y leyendas folclóricas, destaca la de Carú, hija del cacique Toquisai, quien se iba a casar con el hijo del cacique de los indios Mocotíes. Pero justo antes de empezar la ceremonia, fueron advertidos de la invasión española por parte de Juan Rodríguez Suarez. Los indígenas se enfrentaron con fuerza y valentía a los españoles; pero a pesar de ganar la batalla, el novio de Carú es asesinado. Ella lloró con tanto dolor que el dios de la vida le dijo que si le llevaba el cuerpo de su amado hasta la cima de la montaña, le devolvería la vida. Sin embargo, Carú no lo logra y muere en el camino. Conmovido, el dios decide recoger las lagrimas de Carú y con ellas creó la cascada de los Bailadores.

## Gastronomía
En relación a los Platos Típicos Tradicionales se preparan y se han consolidado como propios del gusto “Villorro” (Bailadorense) los siguientes: Las sopas de granos y ensaladas preparadas y condimentadas con productos propios de la zona, El Mute o Mondongo al gusto “Villorro”, la mazamorra campesina, el cuchute o sémola con harina de arvejas y conservas de variada índole.
La gastronomía bailadorense tradicional está compuesta por variedad de platos cuyo origen histórico es el resultado de la fusión entre las culturas indígenas y europea, su preparación artesanal ha sido fuertemente influenciada por las técnicas modernas de la cocina internacional introducidas por profesionales oriundos de esta tierra. Cuenta con variedad de restaurantes pequeños y grandes, adaptados a todos los gustos desde los populares hasta los gourmet, donde las exquisiteces están a la orden del día.

## Actividad Económica: Agricultura, floricultura, ganadería y artesanía

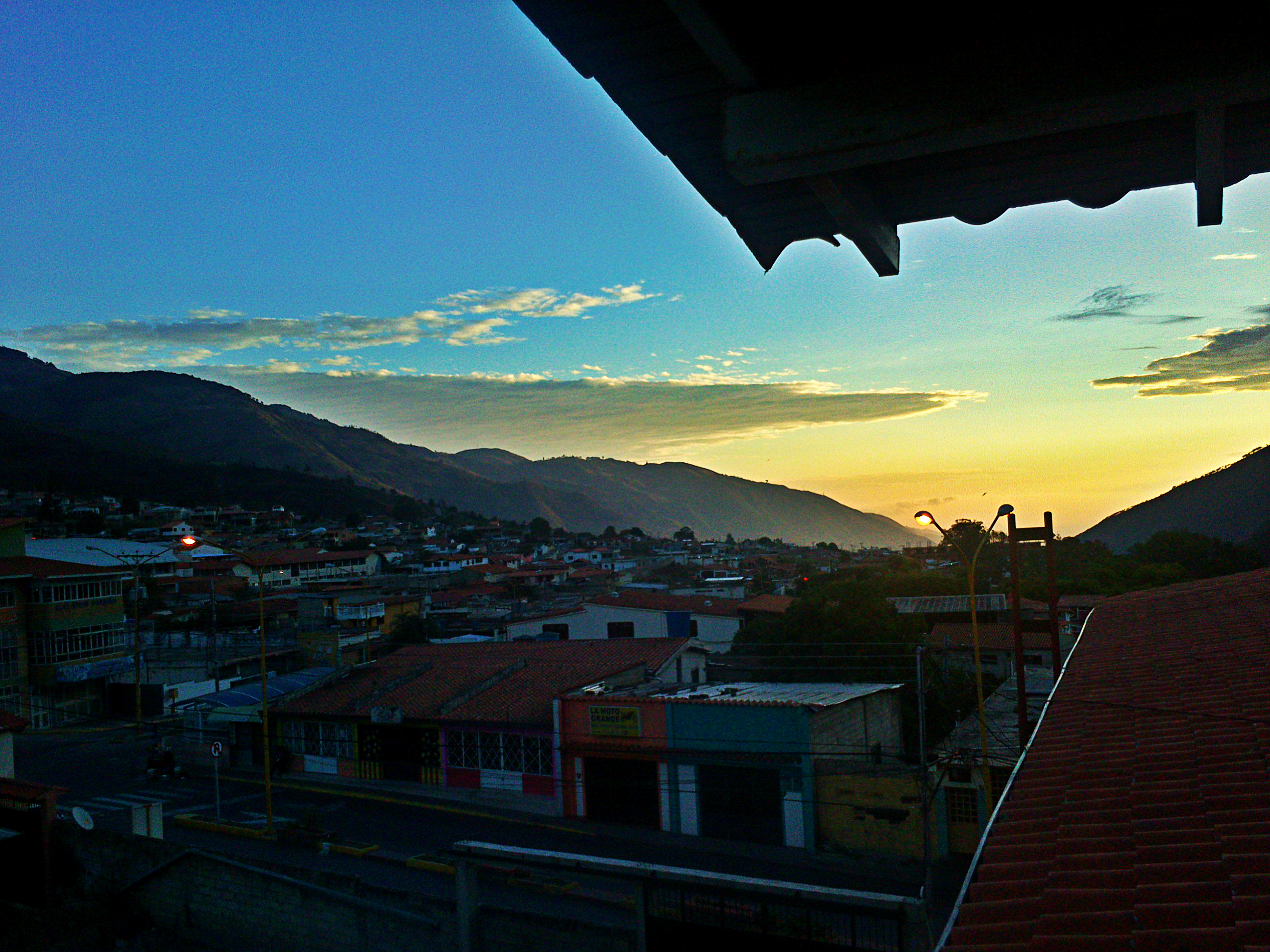
Amanecer en Bailadores

Los rubros agrícolas de esta región sobrepasan en número de los cuarenta, siendo los más comunes y representativos: hortalizas, granos, frutas, destacando papa, ajo, repollo, remolacha, zanahoria, frijol, fresas e higos entre otros.
En el rango de la floricultura, Bailadores ha pasado a ser el primer productor en el Estado Mérida, con una producción semanal que sobrepasa las 10.000 docenas de rosas, aparte de otras variedades como los crisantemos.
En el área ganadera, Bailadores ha descollado por el éxito en la Ganadería de Altura; actualmente se produce sobre los ocho mil litros de leche diariamente.
La producción agrícola en sus más conocidos rubros garantizan un aporte mensual que sobrepasan los tres millones de kilos de productos alimentarios.
En el rango artesanal, este municipio cuenta con la Asociación de Artesanos, integrada por más de cincuenta (50) exponentes de tallas y pinturas. Además, músicos, ceramistas, manualistas etc. Algunos de ellos han tenido relevancia nacional e internacional, entre los que destacan: Francisco “El Gato” Medina, Luis Barón, Amelia Carrero, Eduardo Rojas, Hermanos Vivas, Alí Romero (Violinista).
El área industrial insurge en estos años con las Instalaciones de la Empresa Industrial Kelly's de Venezuela, la cual se encarga de procesar los productos agrícolas (lechuga y repollo) con aderezos para su empaque y posterior distribución a los mercados nacionales y diversas despulpadoras y procesadoras de frutas que ofrecen tanto frutas como concentrados de las mismas para la elaboración de postres y jugos.

## Emblemas
- El Escudo de Armas aprobado por decreto del Concejo Municipal del Distrito Rivas Dávila el 1° de junio de 1965.

El  primero  de  junio  de  1965,  por  decreto  oficial  del  Concejo  Municipal  del  Distrito    Rivas Dávila, se declara Emblema oficial de la ciudad de Bailadores el Escudo de Armas con la  siguiente  descripción:  Un  águila  rampante  con  alas  desplegadas  que  representa  el  espíritu  de los nativos de la región, independencia, agresividad, altivez e inclinación hacia las alturas. Simboliza asimismo, la ubicación física de la ciudad capital del Distrito. Al lado derecho un soldado  castellano,  de  coraza,  yelmo,  jubón  y  alabarda,  que  simboliza  a  los  conquistadores  que  por  primera  vez  pisaron  el  suelo  de  este  rincón  de  los  Andes.  Al  lado  izquierdo  del escudo,  un  jefe  indio  con  una  pluma  que  distingue  su  jerarquía  y  disparando  su  flecha  en  posición  de  salto,  actitud  que  dio  origen  al  nombre  de  los  Indios  Bailadores,  conforme  lo identificaron los españoles al notar que hacían una especie de danza al momento de disparar sus flechas. El  escudo  central  hispaniforme,  está  divido  en  tres  cuarteles,  dos  superiores  y  el  central  inferior  en    plano  completo.  El  cuartel  derecho,  con  fondo  en  azul,  reproduce  los  brazos cruzados y la cruz de oro de la insignia de la orden de San Francisco, que representa la presencia en la región de los primeros frailes franciscanos que acompañaron a los fundadores de la ciudad. El cuartel izquierdo, en color dorado, un haz  o gavilla de trigo, que simboliza la  riqueza de la zona. En el plano inferior  pleno en azul, sepia y sinople oscuro, el cielo azul de las  montañas  andinas  y  el  relieve  del  Páramo  de  La  Negra  y  sus  montañas  adyacentes, teniendo al frente un gañán con su yunta de bueyes arando en posición activa. Al pie de la enseña, un medallón de oro, con caracteres en negro, con fecha 1578, año que se tuvo durante algún tiempo como probable fundación de Bailadores. Contorna la pieza un  ramo  estilizado  en  verde,  que  simboliza  la  feracidad  agrícola  de  la  región.    Cierra  el  escudo  una  cinta  cimera  de  plata  que  representa  el  río  Zarzales  y  en  su  seno,  en  letras  en  sable,  una  cita  del  Poeta  Virgilio  en  su  égloga  I,6  que  dice  en  latín  CUM  GRANO  TRITICI  DEUS NOBIS HAEC OTIA FECIT (con el  trigo Dios nos deparó un lar de riqueza). 
- La Bandera designada como tal el 7 de agosto de 2001, en el marco de las actividades con motivo del cuatricentenario, elaborada por el Lic. Jesús Zambrano y el Per. For, Milton Ramírez.

BANDERADescripción de la Bandera Oficial del Municipio Rivas Dávila así designada el 07 de Agosto del año 2001. La  Bandera  del  Municipio  Rivas  Dávila  del  Estado  Mérida  está  compuesta  por  los  siguientes elementos: -Un triángulo isósceles de color rojo -Dos triángulos rectángulos de color amarillo -Tres  franjas  horizontales  de  igual  tamaño:  la  primera  de  color  azul,  la  segunda  de  color  blanco y la tercera de color verde.El triángulo isósceles representa el indómito y bravío pueblo de los Bailadores, cuyos últimos  16  miembros  son  llevados  de  estas  tierras  hasta  Lagunillas,  donde  posteriormente  desaparecen.  Simboliza  la  sangre  que  se  derramó  en  los  encuentros  bélicos  acaecidos  en  Bailadores  y  cerro  de  Mariño  en  1823,  representando  este  último  la  expulsión  definitiva  de  los ejércitos epañoles del suelo merideño.El   triángulo   rectángulo   superior   representa   las   ideas   libertarias   que   llevaron   a   Bailadores a ser el primer pueblo de Venezuela que puso en libertad a varios esclavos durante la Rebelión de los Comuneros en 1781, a su vez por haber abrazado el ideal independentista en Octubre de 1810 en adhesión a la decisión tomada por la ciudad de Mérida en el mes de Septiembre de 1810, motivos éstos que convirtieron a Bailadores en uno de los siete Cantones que  integraron  la  Provincia  de  Mérida,  una vez  constituida  la  República  en  1830.  También  brindó  apoyo  moral  a  la  Campaña  Admirable,  aclamó  por  vez  primera  al  Brigadier  Simón  Bolívar  como  Libertador  el  19  de  Mayo  de  1813.  Simboliza  el  espíritu  de  Libertad  que  ha  caracterizado a los habitantes de este hermoso Valle. El triángulo rectángulo inferior representa la prosperidad económica de la agricultura bailadorense  a  través  del  devenir  histórico  de  esta  región.  Desde  tiempos  inmemoriales  simboliza el emporio económico del Valles de los ríos Zarzales y Mocotíes, ocupando así un sitial de honor en el contexto merideño.La  franja horizontal  superior  de  color  azul  representa  las  riquezas  acuíferas  de  esta  región  como  son:  sus  ríos,  quebradas,  lagunas  y  en  especial  su  mayor  atractivo  turístico  “la Cascada India Carú”. Simboliza el reflejo del cielo sobre los espejos cristalinos de las lagunas que  la  Divinidad  regaló  a  Bailadores  en  sus  Páramos  y  las  cuales  son  fuente  de  leyendas  mitológicas.La  franja  horizontal  intermedia  de  color  blanco  representa  la  niebla  y  neblina  que  la  mayor  parte  del  año  descienden  majestuosas  sobre  nuestros  páramos  y  valles.  Simboliza  el  manto  de  misterio  que  nos  envuelve  y  nos  hace  soñar  con  hacer  grande  y  próspero  nuestro  Terruño Cuatricentenario. La  franja  horizontal  inferior  de  color  verde  representa  la  policromía  y  belleza  del  paisaje bailadorense. Simboliza la fertilidad de la tierra que ha brindado un lugar de trabajo y descanso  a  sus  habitantes,  haciéndolo  un  oasis  de  tranquilidad  en  lo  alto  de  las  montañas  andinas. Colores: Rojo fuego, amarillo limón, azul cielo, blanco y verde.
Medidas: El rectángulo mide en su totalidad 0,9 m x 1,5 m. La unión de los triángulos forma un rectángulo de 0,9 m x 0,45m. Cada franja horizontal mide 0,3m x 1,05m 
Autores: Lic. Jesús Francisco Zambrano Noguera. Per. For. Milton Alexander Ramírez Mora. 
- Himno de Bailadores, letra del José Macario Zambrano y música de José Macario Zambrano y Vicente Ramírez.

Letra del Himno a BailadoresLetra: José Macario ZambranoMúsica: José Macario Zambrano y Vicente Ramírez
Coro
Entonemos con gran alborozo
Que nos llama la voz del deber
Las estrofas del himno glorioso
Del terruño feliz “El Edén” (fin) 
(I)
Son tus campos bordados de flores 
el terral de los Andes feraz
donde el agro, las letras y el hombre
consolidan su gran ideal. 
(II)
Adelante la pala y el pico
Al trabajo con toda pasión
Que tenemos el suelo más rico
Que nos dio con amor el Creador.
(III)
Majestuoso su templo sagrado
De la Virgen baluarte sin par 
Ella tiene en su cetro grabado 
Bailadores su nombre inmortal. 
(IV)
Hoy tus hijos ostentan la gloria
Disfrutando la paz junto a ti 
Orgullosos recuerdan la historia,
A Bolívar, Carú y Luis Martín... (Coro y Fin). 
- El ciote es es el ave emblemática.
- La mermelada es la flor del municipio.
- El Cedro de Montaña es el árbol emblemático.

## Medios de comunicación
- Televisora Comunitaria de Bailadores (TVCB) Canal 3 por Cable y canal 64UHF por señal abierta
- Carú Stereo 95.7 FM.
- Agrícola 97.7 FM Diagonal a la Iglesia.
- Contacto Stereo 88.3 FM. Fue trasladada a Mérida (Edo. Mérida).